# Șîșkove, Sloveanoserbsk
Șîșkove (în ucraineană Шишкове) este un sat în comuna Zemleane din raionul Sloveanoserbsk, regiunea Luhansk, Ucraina.

## Demografie
Componența lingvistică a localității Șîșkove
     Rusă (58,8%)
     Ucraineană (41,2%)
Conform recensământului din 2001, majoritatea populației localității Șîșkove era vorbitoare de rusă (58,8%), existând în minoritate și vorbitori de ucraineană (41,2%).